# Raj Reddy
Dabbala Rajagopal Reddy (numit și Raj Reddy; n. 13 iunie 1937, Katur, Andhra Pradesh, India) este un informatician indian, expert în robotică și inteligență artificială, laureat al Premiul Turing în 1994 împreună cu Edward Feigenbaum.
1. ↑   https://acousticalsociety.org/fellows-of-the-society/ Lipsește sau este vid: |title= (ajutor)
2. ↑   https://www.acm.org/media-center/2012/december/acm-fellows-named-for-computing-innovations-that-advance-technologies-in-information-age, accesat în 24 iunie 2024 Lipsește sau este vid: |title= (ajutor)